# Batheuchaeta pubescens
Batheuchaeta pubescens är en kräftdjursart som beskrevs av Markhaseva 1986. Batheuchaeta pubescens ingår i släktet Batheuchaeta och familjen Aetideidae. Inga underarter finns listade i Catalogue of Life.